# Phare du cap Quilates
Le phare du cap Quilates est un phare situé au Cap Quilates, à l'est d'Al Hoceïma (Région de l'Oriental - Maroc). 
Il est géré par l'autorité portuaire et maritime au sein du Ministère de l'équipement, du transport, de la logistique et de l'eau

## Histoire
Le phare a été construit sur un cap à environ 30 km à l'est d'Al Hoceïma, entre Boujibar et Yawmzir. C'est une tour octogonale, à 3 étages, de 32 m de haut. Elle est attenante à un bâtiment de 2 étages. L'ensemble est en béton gris pâle et la lanterne est rouge sur une terrasse crénelée. 
Le phare émet, à 82 m au-dessus du niveau de la mer, trois éclats blancs, toutes les 12 secondes, visibles jusqu'à 8 milles nautiques (environ 15 km). 
Identifiant : ARLHS : MOR004 - Amirauté : E6784 - NGA : 22784 .

### Lien connexe
- Liste des phares du Maroc